# Куммерманн, Зденек
Зденек (Кумр) Куммерманн (чеш. Zdeněk "Kumr" Kummermann; 24 января 1903, Прага, Австро-Венгрия — 1942, Майданек, Люблин, Генерал-губернаторство, Третий рейх) — чехословацкий футболист, игравший на позиции защитника за пражскую «Славию». В составе сборной Чехословакии сыграл 2 матча.

## Биография
Зденек родился в январе 1903 года в семье Эмила Куммерманна и его жены Павлы Клингер. Отец был родом из города Кутна-Гора, а мать родилась в Праге. Вторым ребёнком в их семье была дочь Марта, родившаяся в марте 1907 года. Позже их мать вышла замуж за Карела Кропачека.
Куммерманн выступал на позиции защитника за футбольный клуб «Славия» из Праги, с которым в 1925 году выиграл первый в истории чемпионат Чехословакии. В победном сезоне Зденек принял участие в трёх матчах, а уже в следующем сезоне получил больше игрового времени, приняв участие в 14 играх чемпионата.
В 1927 году он был участником первого розыгрыша Кубка Митропы, сыграв четыре матча. В четвертьфинале турнира его команда одолела венгерский «Уйпешт», а в полуфинале «Славия» уступила австрийскому «Рапиду». В том же году сыграл за сборную Праги в матче против Вены, проходившем в рамках турнира «Городских игр». За «Славию» он выступал до 1927 года, сыграв за это время 27 матчей в чемпионате Чехословакии.
В составе сборной Чехословакии Зденек дебютировал 14 марта 1926 года в товарищеском матче против Австрии, выйдя на замену вместо Антонина Пернера. Встреча завершилась со счётом 2:0 в пользу австрийцев. В том же году он сыграл ещё в одном матче — 28 октября против сборной Италии.
15 мая 1942 года, во время оккупации Чехословакии, Зденек был депортирован из Праги в концентрационный лагерь Терезиенштадт, а через два дня был отправлен в польский город Люблин. Умер на территории концлагеря Майданек.

## Достижения
- «Славия». Чемпион Чехословакии: 1925